# Maeve Quinlan
Maeve Anne Quinlan (Chicago, Illinois, 16 november 1964) is een actrice en voormalig professioneel tennisspeelster uit de Verenigde Staten. Zij bezit zowel de Amerikaanse als de Ierse nationaliteit.
Zij speelt sinds 1995 de rol van Megan Conley in de soap The Bold and the Beautiful. Zij is de secretaresse van Forrester Creations – haar rol is beperkt en soms komt zij weken niet aan bod en dan weer een paar afleveringen wel. Zij is een goede vriendin van Brooke en luistert naar haar als die weer in de problemen zit.
Eind 2005 kreeg zij een rol aangeboden in de nieuwe serie South of Nowhere, hierdoor had zij even geen tijd meer om in The Bold te verschijnen, maar tijdens een pauze van de show in april 2006 verscheen zij weer voor enkele afleveringen.

## Posities op deWTA-ranglijst
Positie per einde seizoen:
| jaartal | ranking enkelspel | ranking dubbelspel |
| ------- | ----------------- | ------------------ |
| 1988    | 453               | –                  |
| 1987    | 556               | 515                |
| 1986    | 424               | –                  |

## Resultaten grandslamtoernooien
| Legenda | Legenda                          |
| ------- | -------------------------------- |
| g.t.    | geen toernooi gehouden           |
| l.c.    | lagere categorie                 |
| –       | niet deelgenomen                 |
| G       | uitgeschakeld in de groepsfase   |
| 1R      | uitgeschakeld in de eerste ronde |
| 2R      | uitgeschakeld in de tweede ronde |
| 3R      | uitgeschakeld in de derde ronde  |
| 4R      | uitgeschakeld in de vierde ronde |
| KF      | uitgeschakeld in de kwartfinale  |
| HF      | uitgeschakeld in de halve finale |
| F       | de finale verloren               |
| W       | het toernooi gewonnen            |
| w-v     | winst/verlies-balans             |

### Enkelspel
| Toernooi        | 1985 |
| --------------- | ---- |
| Australian Open | –    |
| Roland Garros   | 1R   |
| Wimbledon       | –    |
| US Open         | –    |

### Vrouwendubbelspel
| Toernooi        | 1984 | 1985 |
| --------------- | ---- | ---- |
| Australian Open | –    | –    |
| Roland Garros   | –    | 1R   |
| Wimbledon       | 1R   | 1R   |
| US Open         | –    | 1R   |